# Габриэль (персонаж)
Га́бриэль (англ. Gabrielle) (или Габриэль из Потейдии) — персонаж телевизионных сериалов, комиксов и компьютерных игр о приключениях Зены. Габриэль — друг и спутница Зены.
Роль Габриэль в телесериале исполнила американская актриса Рене О’Коннор.
В двух эпизодах с элементами мюзикла (The Bitter Suite и Lyre, Lyre, Hearts on Fire) Рене О’Коннор пела голосом новозеландской актрисы Сьюзен Вуд.

## Создание персонажа
Персонаж создан кинорежиссёром и продюсером Робертом Тапертом. Исполнительницей роли была выбрана актриса Рене О’Коннор. До съёмок сериала Рене снималась в полнометражном фильме «Геракл и Затерянное царство» 1994 года, где исполнила роль Деяниры. О’Коннор также появлялась в роли Габриэль и второстепенных персонажей в нескольких эпизодах «Удивительных странствий Геракла».
После окончания съёмок сериала «Зена — королева воинов» Рене О’Коннор в одном из интервью положительно охарактеризовала свою главную роль, отметив, что «была счастлива играть Габриэль», так как последняя «развивалась и совершенствовалась с каждым сезоном».

## Биография

### Ранний период
Габриэль родилась в небольшой деревеньке под названием Поте́йдиа (англ. Potidaea) в семье крестьян. С самого начала она понимала, что крестьянская жизнь — не для неё. К тому же, она не хотела, чтобы родители выдали её замуж за её друга Пердикаса (позднее она узнала, что тот стал воином). Габриэль пыталась изучать разные науки (например, философию и историю), языки (в частности, древнегреческий), читала книги. Она была очень образованной для своего времени. Кроме того, у неё уже тогда был талант «рассказывать истории». Другие жители деревни считали её «ненормальной».
Первая встреча Габриэль с Зеной произошла, когда на деревню напали люди злого разбойника Дрейко. Они хотели увести всех женщин и продать их в рабство, когда появилась Зена. Габриэль была поражена, увидев, как она легко расправилась с противниками. Она стала упрашивать Зену, чтобы та взяла её с собой и «научила сражаться». Получив отказ, Габриэль отправилась за ней в Амфиполис, где «спасла» её от крестьян (точнее, просто уговорила их не трогать Зену). После этого ей, наконец, удалось уговорить Зену стать её попутчицей. В то время Габриэль была не лучшим «бойцом». Она совсем не умела драться и то и дело попадала в неприятности. Зене часто приходилось защищать её от врагов, с которыми они сталкивались.
Однако при этом Габриэль не была совсем беспомощной и не раз пыталась доказать Зене, что она «уже не ребёнок». Когда её похитили люди божества Морфея, чтобы выдать за него, она смогла постоять за себя и пройти все испытания — Зена помогла ей лишь в последнем из них. Также Габриэль, несмотря на то, что ещё не могла сражаться вместе с Зеной, всё равно помогала ей. Например, однажды она, сидя верхом на лошади, отвлекла на себя внимание врагов, чтобы Зене было легче одолеть их. Потом она вела колесницу, пока Зена сражалась с противниками. В другой раз Габриэль, случайно оживив титанов, смогла снова заточить их в камень и тем самым предотвратила их восстание.

### Сражающийся Бард из Потейдии
Однажды Габриэль и Зена попали к амазонкам. Те встретили их достаточно дружелюбно. Одна из них, Терес, представилась Принцессой амазонок. Внезапно откуда-то со стороны полетели стрелы и одна из них попала в цель — Принцесса амазонок была тяжело ранена. Габриэль попыталась спасти её, но не смогла. Перед тем как умереть, Принцесса пожелала, чтобы её место заняла Габриэль. Так Габриэль стала Принцессой амазонок (а несколько позже она станет и Королевой). Чтобы Габриэль могла постоять за себя, ей подарили первое «оружие» (шест) и научили с ним обращаться. Став Принцессой, Габриэль с помощью Зены смогла помирить два враждующих племени — амазонок и кентавров.
С тех пор Габриэль стала помогать Зене во время схваток с противниками, совершенствуя свои навыки. Как-то это помогло ей защитить свою родную деревню: она вместе с остальными крестьянами сумела прогнать из Потейдии банду разбойников. Это был первый случай, когда Габриэль смогла одолеть врагов самостоятельно, без помощи Зены. В другой раз она, переодевшись в доспехи Зены, почти в одиночку противостояла целой армии.
Позже, через несколько лет, Габриэль, многому научившись у Зены и став более опытной, сменила шест амазонок на пару сай. Однако иногда она всё же пользовалась шестом.
Через какое-то время у Зены родилась дочь по имени Ева. Своим рождением Ева положила начало Сумеркам Олимпийских богов, и те не раз пытались убить её. Однажды, во время очередного столкновения с богами, Зена и Габриэль инсценировали собственную смерть, выпив слёзы Селесты. Боги решили, что покончили со своими врагами и предотвратили Сумерки. Однако Арес заключил находившихся без сознания Зену и Габриэль в ледяные пещеры, а Еву взял на воспитание Октавиан Август, ставший впоследствии императором Рима. Спустя много лет Зена и Габриэль, встретив Джоксера и его сына, отправились на поиски Евы. Под влиянием Августа и Ареса Ева стала безжалостным воином — Ливией, Чемпионкой Рима; позднее она приняла просветление от Каллисто и вновь стала Евой. Олимпийские боги, узнав, что Ева жива, вновь попытались убить её. Однако Зена, получив дар убивать богов, сумела остановить их.

### Надежда

Надежда у алтаря Дахака

Однажды Зена и Габриэль встретили римских солдат, ведущих пленных из Галлии. Один из пленных оказался жрецом культа неизвестного божества по имени Крафстар. Жрец рассказал Габриэль, что это божество приносит мир и добро на Землю, и та поверила ему. Позже он привёл её в святилище своего бога, где в это время проходил обряд. Внезапно монахи схватили Крафстара. Габриэль поняла, что божество, которому они поклоняются — само зло, с приходом которого на Земле воцарится хаос. Чтобы прийти в этот мир, ему нужна человеческая кровь. Габриэль попыталась помешать ритуалу жертвоприношения, но при этом случайно убила жрицу. Это и нужно было Крафстару — он специально инсценировал нападение, чтобы вынудить Габриэль совершить первое в своей жизни убийство и тем самым помочь божеству по имени Дахак освободиться. Сам Крафстар был не человеком, а демоном — посланником Дахака. Дахак, разрушив алтарь, заключил Габриэль в огненные объятия. Зена в ходе битвы с Крафстаром сбросила его в огненную пропасть, образовавшуюся на месте разрушенного алтаря. Вместе с Габриэль они покинули охваченный огнём храм. После случившегося Габриэль заметила, что «Всё изменилось… Всё».
Позже выяснилось, что Габриэль беременна. Через какое-то время, когда Зена и Габриэль оказались в замке рыцарей, ребёнок появился на свет. Габриэль назвала девочку Надеждой (англ. Hope). Зена вскоре узнала, что этот ребёнок — дитя Дахака, и что своим рождением он откроет дверь, через которую зло войдёт в этот мир. Однако она не смогла убедить в этом Габриэль и позднее та, чтобы защитить Надежду, тайком от Зены положила её в корзину и пустила вниз по реке.
Но когда Надежда убила сына Зены Солана, Габриэль поняла, кто её дочь на самом деле, и отравила её. Однако Дахак воскресил Надежду, и та затем с помощью Каллисто и Ареса собрала множество людей для нового ритуала жертвоприношения, чтобы освободить своего ужасного отца. Габриэль и Зене удалось помешать этому ритуалу, сбросив Надежду в ущелье, но та сумела выжить. Надежда ещё не раз предпринимала попытки освободить Дахака. Позже у неё появился сын — монстр по имени Разрушитель. Вместе со своей матерью он отправился в Потейдию, где начал убивать людей. В решающей битве Зена тяжело ранила чудовище; Надежда попыталась помочь своему сыну, но тот нанёс ей смертельную рану, приняв за Габриэль.

## Личность и характер
Характер Габриэль всё время изменялся. Когда они с Зеной только познакомились, Габриэль была очень наивной и простодушной. С течением времени, повзрослев и многому научившись, она стала гораздо более твёрдой и решительной. Но одна черта характера Габриэль так и осталась неизменной — это её доброта. Знавшие её люди не раз отмечали, что это качество Габриэль исключительно, что подобное — большая редкость. Она всегда готова помочь любому, кто попал в беду, даже если этот человек ей незнаком. Часто можно видеть, как она помогает больным и делится едой с бездомными. Кто-то однажды сказал Габриэль, что она обладает «способностью к исцелению». Также она почти всегда стремится разрешить какой-нибудь конфликт мирным путём, без борьбы, и пытается уговорить Зену и других поступить так же.
Габриэль хороший собеседник, с ней всегда есть о чём поговорить; Зена как-то заметила, что та может «заговорить» своих противников. Любит рассказывать об их с Зеной приключениях, знает много легенд, сказок и мифов. Очень умна, её ум и находчивость помогают ей в трудных ситуациях. Ещё одна важная черта характера Габриэль — это её смелость. Она не отступает перед опасностями, какими бы они ни были. Способна пожертвовать собой ради близких людей. Практически всегда бывает так, что из-за своей «смелости» Габриэль попадает в беду и Зене приходится спасать её. Иногда, однако, ей удаётся преодолеть опасности — так она не раз выручала Зену из неприятностей. Доверчива, её бывает легко обмануть; этим нередко пользуются злодеи, которые обманом пытаются переманить её на свою сторону.
С Габриэль часто случаются разные забавные истории. Например, однажды Афродита наложила заклинание на её свитки, и всё, что она в них записывала, сбывалось (и из-за этого Арес и Афродита лишились своих божественных сил). В другой раз её поразила стрела Купидона и она влюбилась в Джоксера, а в неё саму позднее влюбился Дрейко. Нередко Габриэль бывает довольно неловкой (например, может случайно сломать или разбить что-то). Особенно её «неловкость» не нравится Афродите: бывает, что придя в её храм, Габриэль обязательно разбивает какую-нибудь ценную вещь (к примеру, вазу); иногда она делает это намеренно (чтобы привлечь внимание богини). Бывает, что когда они с Зеной прячутся от врагов, она обязательно случайно привлекает их внимание. Хотя Габриэль известна своим добродушным характером, у неё всё же случаются «приступы ярости». Обычно это происходит, когда ей что-то очень не нравится или когда ей о чём-то недоговаривают. Также Габриэль очень обижается, когда её считают (как она думает) «ребёнком» или не доверяют какое-либо ответственное дело. Потом, как правило, она старается доказать, что способна на многое, и из этого выходит очередная смешная ситуация.
Поскольку Габриэль обладала талантом рассказчика и была достаточно грамотной, она как-то решила переносить свои рассказы на бумагу. Теперь всё, что происходило вокруг, отражалось в её рукописях. Так появилась целая серия свитков, повествующих об их с Зеной приключениях; позднее, уже в XX веке, один из этих свитков был найден исследователями. Также, благодаря своему таланту и образованности, Габриэль сумела поступить в Афинскую Академию Бардов, где своими рассказами произвела хорошее впечатление на студентов и профессоров.

## Отношения

Джоксер, Зена и Габриэль

Габриэль очень дорожит дружбой с Зеной, считает, что без неё жизнь была бы «пустой». С первой встречи с воительницей она очень привязалась к ней и стала считать её своей лучшей подругой. Более того, в более поздних сезонах сериала оказалось, что Габриэль является «родственной душой» Зены (англ. soulmate), что позволило им встречаться в разных реинкарнациях, в разные времена. Так, в одном из эпизодов была показана реинкарнация Зены, как мирной предводительницы народов, и Габриэль, как её военачальника. В двадцать втором эпизоде четвёртого сезона их реинкарнации вновь встречаются и уходят вместе. В шестом сезоне окажется, что эти реинкарнации поженились. Во время съемок сериала фанатами также обсуждались тесные отношения Зены и Габриэль, что получило свое отражение в тринадцатой серии шестого сезона, которая почти полностью посвящена теме раскрытия характера их отношений. Впрочем, в этой серии так и не было подтверждено, в каких отношениях они состояли. Тем не менее, в дальнейшем, Люси Лоулесс (Зена), Рене О’Коннор (Габриэль) и Роберт Таперт подтвердили, что они действительно являлись любовницами. Также, в грядущем перезапуске сериала отношения Габриэль и Зены, по словам создателей, будут кристально ясны — они будут вместе в интимном смысле.
Однажды Габриэль и Зена оказались в крепости римлян, осаждённой греческими воинами. Там Габриэль встретила своего друга — Пердикаса, вместе с которым провела детство в Потейдии. Пердикас рассказал, что решил стать воином и сражаться в римской армии. С помощью Габриэль, он, однако, вскоре понял, что больше не может быть воином и убивать людей. Между Габриэль и Пердикасом возникли чувства; они решили пожениться и жить вместе. Однако вскоре Каллисто выследила их и убила Пердикаса. Габриэль поклялась отомстить за его смерть. Она попыталась убить Каллисто, но ей это не удалось.
Также, когда боги приковали титана Прометея к скале и Зена и Габриэль решили помочь титану, они встретили Геракла и Иолая. В схватке с противниками Иолай получил ранение, которое впоследствии едва не стоило ему жизни (ведь, пленив Прометея, боги лишили людей способности не только добывать огонь, но и залечивать раны). Геракл и Зена, оставив Габриэль с Иолаем, отправились на помощь Прометею. Пока Габриэль ухаживала за раненым Иолаем, между ними возникли чувства. Однако затем, после победы над чудовищами Геры и освобождения Прометея, Габриэль и Иолай решили остаться друзьями. В дальнейшем Габриэль встретит Иолая ещё раз.
Во время одного из своих приключений Габриэль и Зена встретили Джоксера — воина-недотёпу, мечтающего о славе настоящего героя. Сначала Джоксер очень не понравился героиням и те стремились поскорее избавиться от него, считая назойливым и бесполезным, однако со временем он стал для них хорошим и верным другом. Габриэль долгое время просто не переносила Джоксера; нередко тот выводил её из себя своими поступками и глупостью — особенно Габриэль не нравились его «песни». Джоксер начал испытывать чувства к Габриэль после того, как они вместе с Зеной и Орфеем противостояли божеству Вакху, однако не мог сказать ей об этом. Он не раз пытался как-то намекнуть Габриэль, что она ему нравится, но та не обращала на это внимания. Тем не менее через какое-то время Джоксеру всё же удалось признаться Габриэль в своих чувствах; но та, хотя считала его хорошим другом, не могла ответить ему тем же. Джоксер на это заметил, что всегда будет любить Габриэль больше чем как друга, потому что «это помогает ему жить».
У Габриэль были хорошие отношения с Илаем, встреча с которым в достаточно серьёзной степени повлияла на её характер; Габриэль во многом разделяла его убеждения.

## Критика и восприятие
Персонаж получил положительные отзывы от зрителей и критиков. В частности, информационный сайт Metacritic, обобщая данные обзоров и рецензий, поставил персонажу достаточно высокую оценку — 8,1 баллов из 10 за первый сезон телесериала «Зена — королева воинов» и 7,5 баллов за последующие пять.

## Карликовая планета
Дисномия, спутник карликовой планеты Эриды, получил прозвище «Габриэль». Объект был открыт в сентябре 2005 года на обсерватории Кек и назван именем Дисномии, богини беззакония, дочери Эриды. У Эриды тоже есть второе название — «Зена».
Дисномия считается третьим по величине объектом в поясе Койпера после Плутона и Эриды. Спутник имеет около 100 км в диаметре, что в 8 раз меньше диаметра Эриды, и состоит в основном из водяного льда. Дисномия обращается вокруг Эриды по эллиптической орбите, совершая один оборот за 16 суток.